# Hôtel d'Almeyras
Hôtel d'Almeyras je městský palác ze 17. století, který se nachází v Paříži v historické čtvrti Marais ve 3. obvodu na adrese 30, Rue des Francs-Bourgeois. Palác je od roku 1978 chráněn jako historická památka.

## Historie
Palác postavil v roce 1611 architekt Louis Métezeau (1560–1615) pro Pierra d'Alméras, poradce a tajemníka krále Jindřicha IV. V roce 1625 koupil Pierre d'Alméras pás země, na kterém nechal zřídit nádvoří; nechal prodloužit fasádu k zahradě s druhým pavilonem. Kolem roku 1655, kdy palác koupil Louis Bertauld, prezident účetní komory, vzniklo velké schodiště. V roce 1723 nechal nový majitel Robert Langlois de la Fortelle zhotovit mříž v bráně. V letech 1814–1815 bydlel v paláci politik Paul de Barras.
V 19. století byl palác d'Almeyras, stejně jako mnoho jiných paláců v Marais, obsazen řemeslníky. Byla zde zřízena koželužna a poté výrobna lustrů.
Byl klasifikován jako historická památka vyhláškou z 18. července 1978. V roce 1983 byl restaurován. Palác je soukromým majetkem.